# Kasane (Manga)
Kasane (累) ist eine Manga-Serie von Daruma Matsuura. Das Seinen-Drama erschien in Japan zwischen 2013 und 2018 und wurde unter anderem ins Deutsche übersetzt.

## Inhalt
Das Mädchen Kasane ist die Tochter einer bekannten Schauspielerin. Doch im Gegensatz zu ihrer Mutter ist sie hässlich und wird deswegen von ihren Mitschülern gemobbt. Doch von ihrer Mutter erhält Kasane einen Lippenstift, den sie verwenden soll, wenn sie verzweifelt ist. Nach ihrer Mutter Tod erinnert sich Kasane daran und legt den Lippenstift an. Sie erfährt, dass nun alles was sie damit küsst ihr eigen wird – insbesondere das Gesicht anderer Menschen. Nun kann sie ihre Hässlichkeit ablegen, erlangt Selbstbewusstsein und kann ihr Schauspieltalent zur Geltung bringen.

## Veröffentlichung
Die Serie erschien erstmals im April 2013 im Magazin Evening beim Verlag Kodansha in Japan. Seit Oktober des gleichen Jahres werden die Kapitel auch in Sammelbänden veröffentlicht, von denen insgesamt 14 erschienen sind. Diese verkauften sich über 30.000 mal in den ersten Wochen nach Erscheinen. Im September 2018 endete die Serie.
Eine deutsche Übersetzung des Mangas erschien von Dezember 2016 bis März 2020 bei Tokyopop mit allen 14 Bänden. Außerdem brachte Editions Ki-oon eine französische Übersetzung heraus, Milky Way Ediciones eine spanische und Taiwan Tohan eine chinesische. Bei Kodansha Comics erschien eine englische Übersetzung und bei J-Pop eine italienische.